# إيموجن كاربنتر
إيموجن كاربنتر (بالإنجليزية: Imogen Carpenter)‏ هي عازفة بيانو ومحاضرة وكاتبة أغاني وممثلة أمريكية، ولدت في 2 فبراير 1912 في هت سبرينغز في الولايات المتحدة، وتوفيت في 24 مارس 1993 في لوس أنجلوس في الولايات المتحدة بسبب مرض.

## وصلات خارجية
- إيموجن كاربنتر على موقع IMDb (الإنجليزية)
- إيموجن كاربنتر على موقع ميوزك برينز (الإنجليزية)
- إيموجن كاربنتر على موقع أول ميوزيك (الإنجليزية)
- إيموجن كاربنتر على موقع ديسكوغز (الإنجليزية)